# أدرنة قابي (الفاتح)

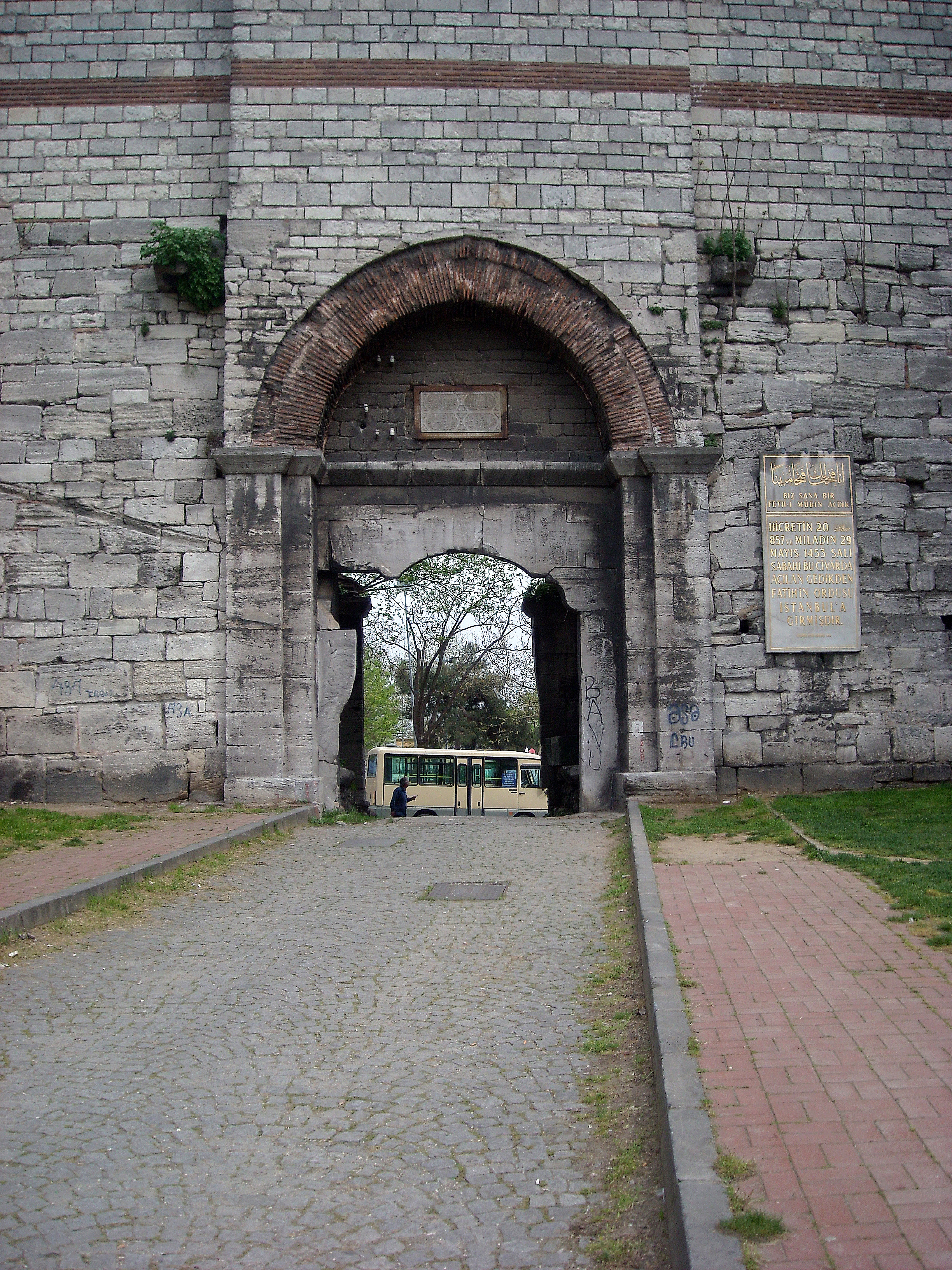
"بوابة كاريسيوس" (Charisius)، التي يسميها الأتراك "بوابة أدرنة"، وهي البوابة التي دخل منها السلطان محمد الفاتح مدينة القسطنطينية فاتحا منتصرا عام 1453م. صورة للبوابة في إسطنبول بعد ترميمها.

أدرنة قابي (بالتركية: Edirnekapı)‏ هي أحد أحياء مدينة إسطنبول بتركيا، وهي جزء من منطقة "الفاتح" وتقع داخل أسوار القسطنطينية القديمة.
كان للقسطنطينية عدة أبواب، إحداها «بوابة كاريسيوس» (Charisius)، التي سمّاها الأتراك «بوابة أدرنة»، وهي البوابة التي دخل منها السلطان محمد الفاتح مدينة القسطنطينية فاتحا منتصرا عام 1453م، وكانت تفتح على الطريق المؤدي إلى مدينة «أدرنة» عاصمة العثمانيين في ذلك الوقت، وحتى فتح القسطنطينية، فتحولت العاصمة إلى القسطنطينية بعد تغيير اسمها إلى «إسطنبول».
يوجد بحي أدرنة قابي جامع مهرماه سلطان الذي بناه المهندس المعماري العثماني الأشهر «معمار سنان» بأمر من مهرماه، ابنة السلطان سليمان القانوني والسلطانة خُرَّم سلطان.
يمر بحي أدرنة قابي «شارع فوزي باشا» (بالتركية: Fevzi Paşa Caddesi)‏، أحد أهم الطرق التاريخية في اسطنبول.

## الموقع
تقع أدرنة قابي تقريبا في منتصف التلة السادسة من «تلال مدينة اسطنبول السبعة»، والتي هي أعلى نقطة من المدينة القديمة المسوّرة (القسطنطينية) ، بارتفاع يبلغ حوالي 77 مترا.
موضع حي أدرنة قابي في إسطنبول اليوم هو نفسه موقع حي «ديوترون» (بالتركية: Deuteron)‏ البيزنطي القديم في القسطنطينية.
يمر بحي أدرنة قابي «شارع فوزي باشا» (بالتركية: Fevzi Paşa Caddesi)‏، أحد أهم الطرق التاريخية في إسطنبول.

## التسمية

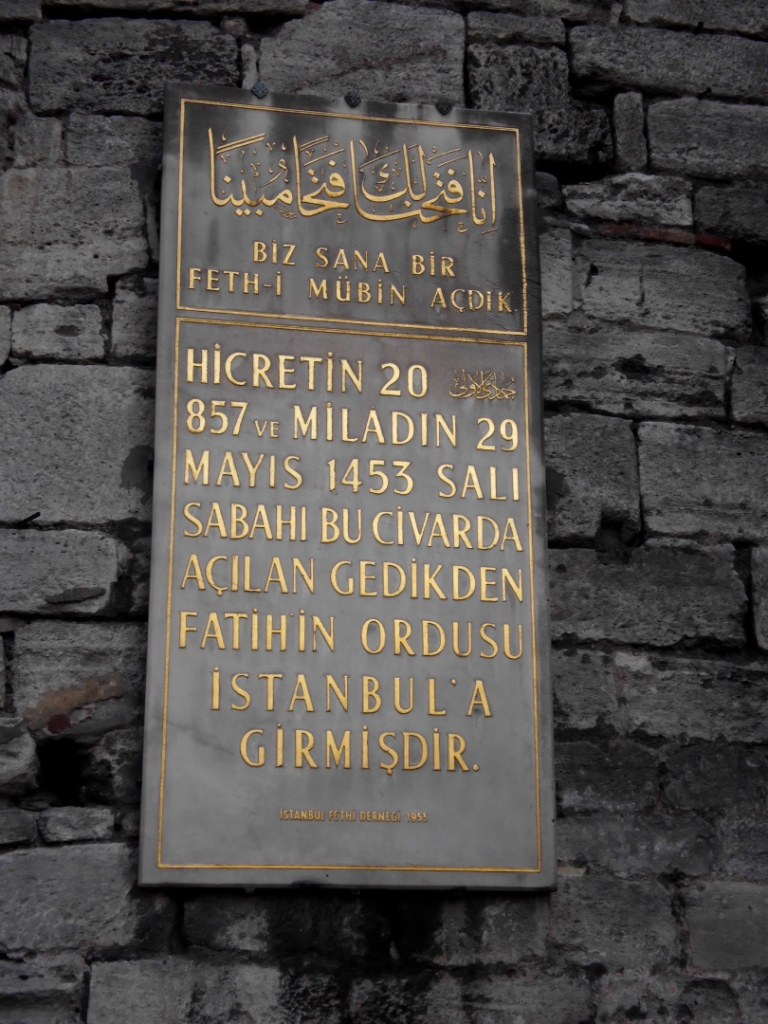
لوحة معلقة على "بوابة أدرنة" باسطنبول، تذكر أن جيش الفاتحين (العثماني) دخل القسطنطينية فاتحا منتصرا في 20 جمادى الأول 857هـ، الموافق 29 مايو عام 1453م من هذه البوابة، «بوابة أدرنة» (أدرنة قابي).

كلمة «كابي» (بالتركية: kapı)‏ بالتركية تعني «باب»، وعليه فإن اسم «أدرنة قابي» معناه باللغة التركية: «باب أدرنة».
أما «أدرنة» فهي إحدى مدن تركيا في إقليم تراقيا، وكانت العاصمة الثالثة للعثمانيين حتى تم فتح القسطنطينية عام 1453م، فأصبحت العاصمة هي القسطنطينية بعد تغيير اسمها إلى «إسطنبول». وتقع مدينة «أدرنة» في أقصى الجهة الشمالية الغربية من الجزء الأوروبي للجمهورية التركية، بالقرب من حدود بلغاريا واليونان.
كان للقسطنطينية عدة أبواب، أهمها «البوابة الذهبية»، وتليها «بوابة كاريسيوس» (Charisius) ، التي يسميها الأتراك «بوابة أدرنة»، وهي البوابة التي دخل منها السلطان محمد الفاتح مدينة القسطنطينية فاتحا منتصرا عام 1453م.
كانت «بوابة أدرنة»، أو أدرنة قابي (بالتركية: Edirnekapı)‏، تفتح إلى الطريق الموصل إلى مدينة أدرنة (في إقليم تراقيا) العاصمة الثالثة للعثمانيين والتي فتحها السلطان مراد الأول بانتصاره على اليونان سنة 1363م وغير اسمها من «أدريانوبل» (Adrianople) إلى «أدرنة» (بالتركية: Edirne)‏، وظلت مدينة أدرنة عاصمة للعثمانيين من عام 1363م إلى عام 1453م (فتح القسطنطينية).

## السكان
كان في حي أدرنة قابي نسبة كبيرة من السكان المسيحيين الأرثوذكس، ولكنهم انتقلوا إلى مناطق أخرى بعد عام 1955.

## الأماكن المهمة

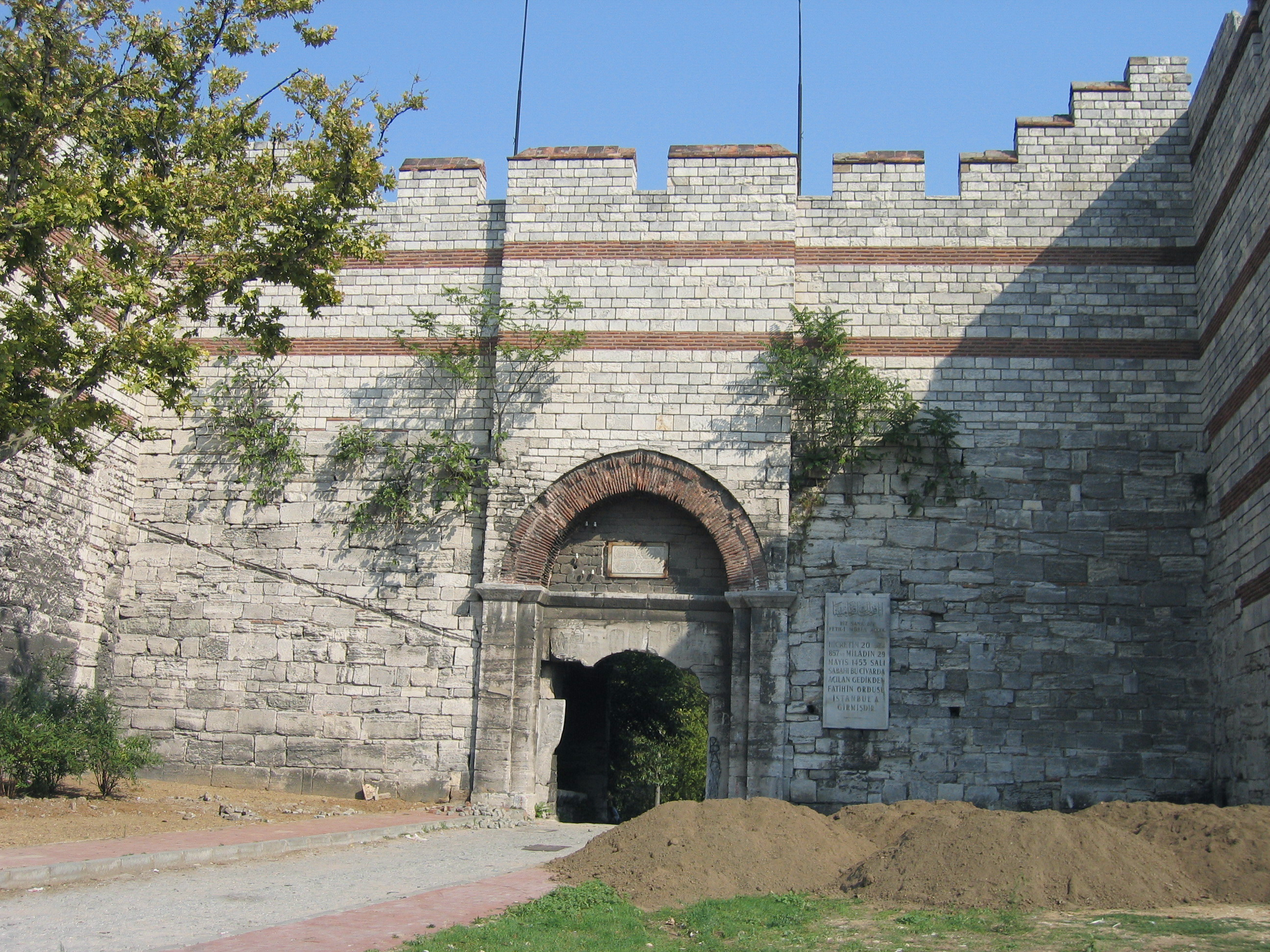
صورة "لبوابة أدرنة" في اسطنبول بعد ترميمها.

أدرنة قابي بها العديد من المواقع التاريخية مثل متحف تشورا، الذي كان كنيسة بيزنطية قديمة ثم تحول في وقت لاحق إلى مسجد.

وهناك أيضا جامع مهرماه سلطان الذي بناه المهندس المعماري العثماني الأشهر «معمار سنان».

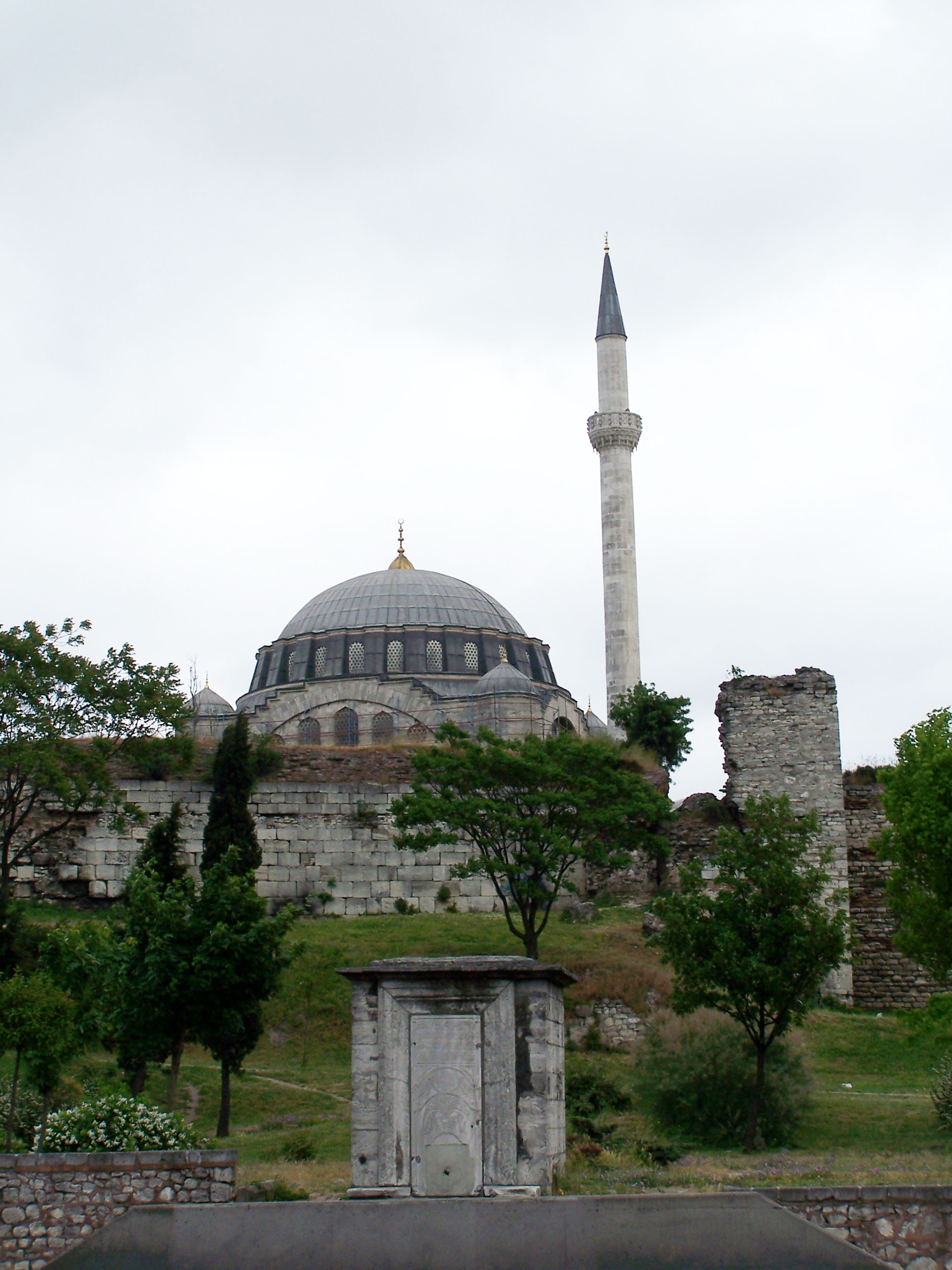
جامع مهرماه سلطان في «أدرنة قابي».

يوجد خارج بوابة أدرنة قابي «مقبرة شهداء أدرنة قابي»، أحد أقدم المدافن في مدينة اسطنبول.

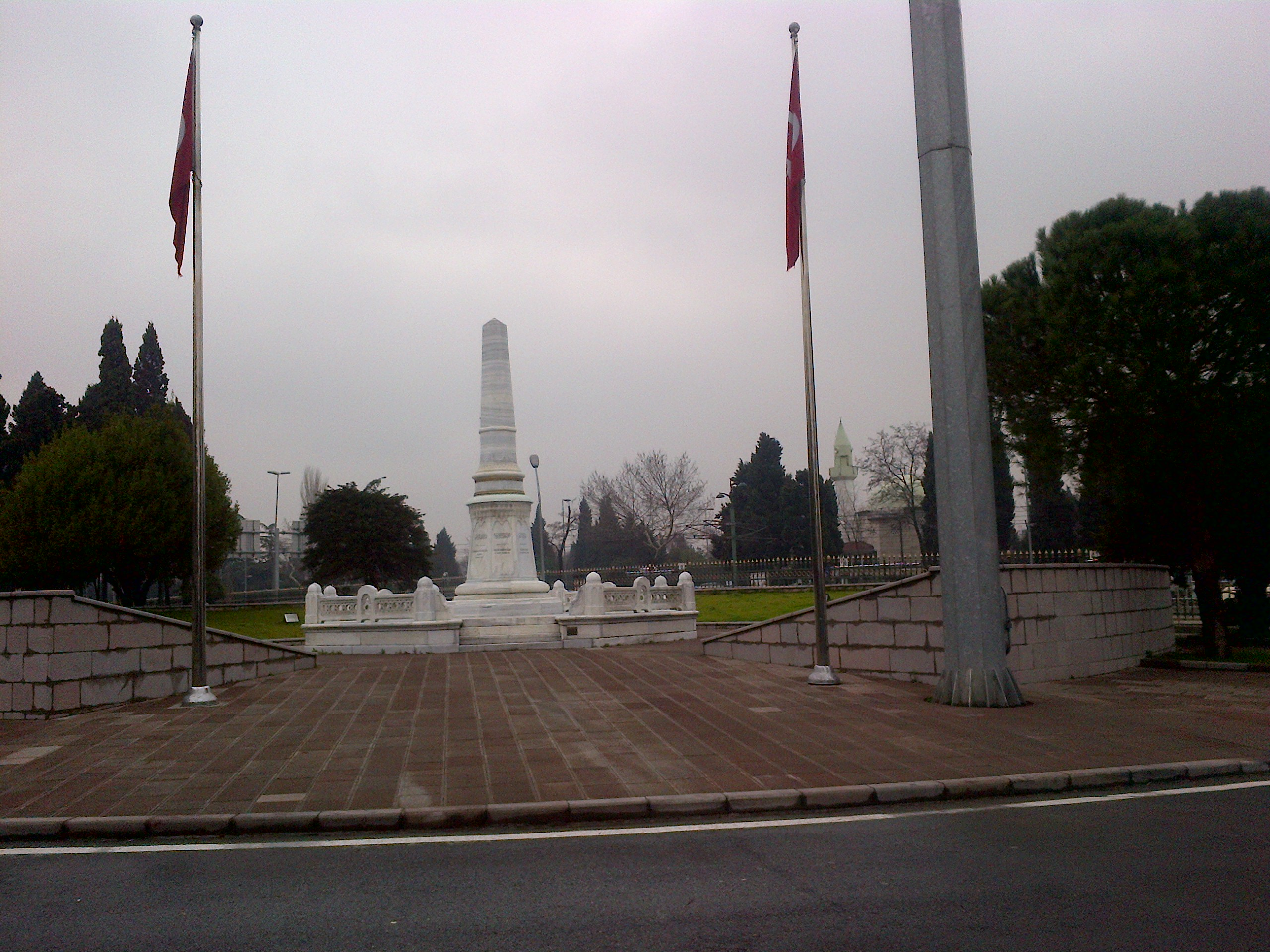
"مقبرة الشهداء" في "أدرنة قابي".